# Uchi (album)
Albums de Misono
Me
(2010)
Singles
Uchi est le 3e album de Misono, sorti sous le label Avex Trax le 30 juin 2010 au Japon. Il atteint la 49e place du classement de l'Oricon, il reste classé pendant 3 semaines, pour un total de 2 856 exemplaires vendus. Il sort en format CD, CD+DVD.

## Liste des titres
| 1.  | Uchi! Uchi! ROCK ~Toriatsukai Setsumeisho~ (ウチ！ウチ！ROCK～取り扱い説明書～) |  |
| 2.  | Ho・n・to・u・so (ホ・ン・ト・ウ・ソ) |  |
| 3.  | Junction Punctuation Mark |  |
| 4.  | with you -Me ver.- |  |
| 5.  | "NO you! NO life! NO...××?" -Me ver.- |  |
| 6.  | Shiroku "Jikochuu" Kimi-jikan Ore Tokei ~Metronome no Douki Genshou~ (四六“時「己」中” キミ時間オレ時計～メトロノームの同期現象～) |  |
| 7.  | "...。" no Tsuzuki ~Eien Nante Nai... Itsuka Owari ga Aru Keredo~ (「…。」の続き ～永遠なんてない... いつか終わりがあるけれど～) |  |
| 8.  | Second season Girl FRIEND ~Onna Tomodachi? Imouto Teki Sonzai? Tada no Osananajimi? Renai Taishou? Tomodachi Ijou? Koibito Miman? 2 Banme Demo Nai? Suki Demo Kirai Demo Nai? Tsugou no Ii Onna Domari?~ (セカンドseasonガールFRIEND〜女友達?妹的存在?ただの幼なじみ?恋愛対象?友達以上?恋人未満?2番目でもない?好きでも嫌いでもない?都合のいい女どまり?〜) |  |
| 9.  | Tanabata☆Jita ButterFly♪ (七夕☆ジタButterFly♪) |  |
| 10. | Koitsuri Girl Ai Girl ~Fishing Boy~ (恋つりGirl 愛ガァル～フィッシングBoy～) |  |
| 11. | 25-jikan ~Moshimo 1-nichi ga 24-jikan de wa Naku Ato 1-jikan Attara... Anata wa Dare ni Nani wo Shimasu ka?~ (25時間～もしも1日が24時間ではなくあと1時間あったら...あなたは誰に何をしますか？～) |  |
| 12. | Negative × Hitori ∞ Ashi (願ティ部×１人∞脚) |  |
| 13. | Shoutaijou ♪ BIG-ri ☆ Yancha Hamechakucha ★ Omo-cha~ Bako (招待状♪BIGり☆ヤンチャはちゃめちゃくちゃ★オモちゃ～箱) |  |
| 14. | Futarijime Watashijime "Hanbun Zukko" (ふたり占め わたし占め 「半分ずっこ」) |  |
| 15. | Su・ki・ra・i (ス・キ・ラ・イ) |  |

| 1.  | Uchi! Uchi! ROCK ~Toriatsukai Setsumeisho~ (ウチ！ウチ！ROCK～取り扱い説明書～) |  |
| 2.  | Ho・n・to・u・so (ホ・ン・ト・ウ・ソ) |  |
| 3.  | Shiroku "Jikochuu" Kimi-jikan Ore Tokei ~Metronome no Douki Genshou~ (四六“時「己」中” キミ時間オレ時計～メトロノームの同期現象～) |  |
| 4.  | "...。" no Tsuzuki ~Eien Nante Nai... Itsuka Owari ga Aru Keredo~ (「…。」の続き ～永遠なんてない... いつか終わりがあるけれど～) |  |
| 5.  | Second season Girl FRIEND ~Onna Tomodachi? Imouto Teki Sonzai? Tada no Osananajimi? Renai Taishou? Tomodachi Ijou? Koibito Miman? 2 Banme Demo Nai? Suki Demo Kirai Demo Nai? Tsugou no Ii Onna Domari?~ (セカンドseasonガールFRIEND〜女友達?妹的存在?ただの幼なじみ?恋愛対象?友達以上?恋人未満?2番目でもない?好きでも嫌いでもない?都合のいい女どまり?〜) |  |
| 6.  | 61-byoume no... Fura Letter Saigo no Hatsukoi ~Copernicus Tekitenkai~ (61秒目の…フラLetter 最後の初恋～コペルニクス的転回～) |  |
| 7.  | Kingyozukui ~Kimi wa Dono Princess?~ (金魚救い～君はどのプリンセス？～) |  |
| 8.  | Tanabata☆Jita ButterFly♪ (七夕☆ジタButterFly♪) |  |
| 9.  | Koitsuri Girl Ai Girl ~Fishing Boy~ (恋つりGirl 愛ガァル～フィッシングBoy～) |  |
| 10. | 25-jikan ~Moshimo 1-nichi ga 24-jikan de wa Naku Ato 1-jikan Attara... Anata wa Dare ni Nani wo Shimasu ka?~ (25時間～もしも1日が24時間ではなくあと1時間あったら...あなたは誰に何をしますか？～) |  |
| 11. | Negative × Hitori ∞ Ashi (願ティ部×１人∞脚) |  |
| 12. | Shoutaijou ♪ BIG-ri ☆ Yancha Hamechakucha ★ Omo-cha~ Bako (招待状♪BIGり☆ヤンチャはちゃめちゃくちゃ★オモちゃ～箱) |  |
| 13. | Futarijime Watashijime "Hanbun Zukko" (ふたり占め わたし占め 「半分ずっこ」) |  |
| 14. | Su・ki・ra・i (ス・キ・ラ・イ) |  |

| 1. | Ho・n・to・u・so (Music Video) (ホ・ン・ト・ウ・ソ)                                                                                        |  |
| 2. | With You feat. Me (Music Video) (BACK-ON)                                                                                                  |  |
| 3. | "NO you! NO life! NO...××?" feat. Me (Music Video) (COCOAOTOKO.)                                                                           |  |
| 4. | Koitsuri Girl Ai Girl ~Fishing Boy~ (Music Video) (恋つりGirl 愛ガァル～フィッシングBoy～)                                                 |  |
| 5. | Junction Punctuation Mark (Music Video) |  |
| 6. | 61-byoume no... Fura Letter Saigo no Hatsukoi ~Copernicus Tekitenkai~ (Music Video) (61秒目の…フラLetter 最後の初恋～コペルニクス的転回～) |  |
| 7. | Uchi! Uchi! ROCK ~Toriatsukai Setsumeisho~ (Music Video) (ウチ！ウチ！ROCK～取り扱い説明書～)                                              |  |
| 8. | Uchi! Uchi! ROCK ~Toriatsukai Setsumeisho~ (Choreography Video) (ウチ！ウチ！ROCK～取り扱い説明書～ (振付ビデオ))                          |  |